# جيف سانشيز
جيف سانشيز (بالإنجليزية: Jeff Sanchez)‏ هو لاعب كرة قدم أمريكية أمريكي، ولد في 21 يناير 1981 في نيو أورلينز في الولايات المتحدة.